# Paprotnia (Zduńska Wola)
Paprotnia [pronunciación en polaco: /paˈprɔtɲUn/] es un pueblo ubicado en el distrito administrativo de Gmina Zapolice, dentro del Condado de Zduńska Wola, Voivodato de Łódź, en Polonia central. Se encuentra aproximadamente a 5 kilómetros al noreste de Zapolice, a 4 kilómetros al suroeste de Zduńska Wola, y a 44 kilómetros al suroeste de la capital regional Lodz.